# Tiro nos Jogos Sul-Americanos de 2018
As competições de tiro nos Jogos Sul-Americanos de 2018 ocorreram entre 2 e 7 de junho em um total de 15 eventos. As competições aconteceram na Escola Militar de Sargentos do Exército, localizada em Cochabamba, Bolívia.
O evento foi qualificatório para os Jogos Pan-Americanos de 2019, em Lima, Peru.

## Calendário
| P | Preliminares | F | Final |

| Evento↓Data →                         | Sáb 2 | Dom 3 | Dom 3 | Seg 4 | Ter 5 | Ter 5 | Qua 6 | Qua 6 | Qui 7 | Qui 7 |
| ------------------------------------- | ----- | ----- | ----- | ----- | ----- | ----- | ----- | ----- | ----- | ----- |
| Pistola de ar 10 m masculino          |       |       |       |       |       |       | P     | F     |       |       |
| Tiro rápido 25 m masculino            |       |       |       | P     | P     | F     |       |       |       |       |
| Pistola de ar 10 m feminino           |       |       |       |       |       |       | P     | F     |       |       |
| Pistola 25 m feminino                 |       | P     | P     | F     |       |       |       |       |       |       |
| Pistola de ar 10 m misto              |       |       |       |       |       |       |       |       | F     | F     |
|                                       |       |       |       |       |       |       |       |       |       |       |
| Carabina de ar 10 m masculino         |       | P     | F     |       |       |       |       |       |       |       |
| Carabina três posições 50 m masculino |       |       |       |       |       |       | P     | F     |       |       |
| Carabina de ar 10 m feminino          |       | P     | F     |       |       |       |       |       |       |       |
| Carabina três posições 50 m masculino |       |       |       |       |       |       |       |       | P     | F     |
| Carabina de ar 10 m misto             |       |       |       |       | F     | F     |       |       |       |       |
|                                       |       |       |       |       |       |       |       |       |       |       |
| Fossa olímpica masculino              | P     | F     | F     |       |       |       |       |       |       |       |
| Skeet masculino                       |       |       |       |       |       |       | P     | P     | F     | F     |
| Fossa olímpica feminino               | P     | F     | F     |       |       |       |       |       |       |       |
| Skeet feminino                        |       |       |       |       |       |       | P     | P     | F     | F     |
| Fossa olímpica misto                  |       |       |       |       | F     | F     |       |       |       |       |

## Medalhistas
Masculino
| Pistola de ar 10 m detalhes          | Marko Carrillo PER Peru           | Yautung Cueva ECU Equador       | Júlio Almeida BRA Brasil   |  |  |  |
| Tiro rápido 25 m detalhes            | Emerson Duarte BRA Brasil         | Marko Carrillo PER Peru         | Diego Cossío BOL Bolívia   |  |  |  |
|                                      |                                   |                                 |                            |  |  |  |
| Carabina de ar 10 m detalhes         | Alexis Eberhardt ARG Argentina    | Anyelo Parada CHI Chile         | Daniel Vizcarra PER Peru   |  |  |  |
| Carabina três posições 50 m detalhes | Alexis Eberhardt ARG Argentina    | Daniel Vizcarra PER Peru        | Anyelo Parada CHI Chile    |  |  |  |
|                                      |                                   |                                 |                            |  |  |  |
| Fossa olímpica detalhes              | Danilo Caro COL Colômbia          | Alessandro Berisso PER Peru     | Roberto Schmits BRA Brasil |  |  |  |
| Skeet detalhes                       | Nicolás Pacheco Espinosa PER Peru | Fernando Gazzotti ARG Argentina | Ariel Romero ARG Argentina |  |  |  |

Feminino
| Pistola de ar 10 m detalhes          | Julieta Mautone URU Uruguai  | Diana Durango ECU Equador     | Annia Becerra PER Peru       |  |  |  |
| Pistola 25 m detalhes                | Diana Durango ECU Equador    | Andrea Pérez ECU Equador      | Amanda Mondol COL Colômbia   |  |  |  |
|                                      |                              |                               |                              |  |  |  |
| Carabina de ar 10 m detalhes         | Fernanda Russo ARG Argentina | Alliana Volkart ARG Argentina | Camila Osorio COL Colômbia   |  |  |  |
| Carabina três posições 50 m detalhes | Amelia Fournel ARG Argentina | Ángela Rodríguez COL Colômbia | Gabriela Lobos CHI Chile     |  |  |  |
|                                      |                              |                               |                              |  |  |  |
| Fossa olímpica detalhes              | Pamela Salman CHI Chile      | Medeleine Velasco BOL Bolívia | Janice Teixeira BRA Brasil   |  |  |  |
| Skeet detalhes                       | Geórgia Bastos BRA Brasil    | Daniella Borda PER Peru       | Francisca Crovetto CHI Chile |  |  |  |

Misto
| Pistola de ar 10 m detalhes  | Juana Rueda Alex Peralta COL Colômbia         | Rachel Silveira Júlio Almeida BRA Brasil     | Diana Durango Yautung Cueva ECU Equador |  |  |  |
|                              |                                               |                                              |                                         |  |  |  |
| Carabina de ar 10 m detalhes | Fernanda Russo Alexis Eberhardt ARG Argentina | Camila Osorio Iván Camilo López COL Colômbia | Geovana Meyer Bruno Heck BRA Brasil     |  |  |  |
|                              |                                               |                                              |                                         |  |  |  |
| Fossa olímpica detalhes      | Pamela Salman Claudio Vergara CHI Chile       | Janice Teixeira Jaison Santin BRA Brasil     | Gina Báez Danilo Caro COL Colômbia      |  |  |  |

## Quadro de medalhas
| Ordem | País          | Medalha de ouro | Medalha de prata | Medalha de bronze | Total | Ordem por total |
| ----- | ------------- | --------------- | ---------------- | ----------------- | ----- | --------------- |
| 1     | ARG Argentina | 5               | 2                | 1                 | 8     | 1               |
| 2     | PER Peru      | 2               | 4                | 2                 | 8     | 1               |
| 3     | BRA Brasil    | 2               | 2                | 4                 | 8     | 1               |
| 4     | COL Colômbia  | 2               | 2                | 3                 | 7     | 4               |
| 5     | CHI Chile     | 2               | 1                | 3                 | 6     | 5               |
| 6     | ECU Equador   | 1               | 3                | 1                 | 5     | 6               |
| 7     | URU Uruguai   | 1               |                  |                   | 1     | 8               |
| 8     | BOL Bolívia   |                 | 1                | 1                 | 2     | 7               |
| TOTAL | TOTAL         | 15              | 15               | 15                | 45    | —               |